# Чаузи (Торино)
Чаузи је насеље у Италији у округу Торино, региону Пијемонт.
Према процени из 2011. у насељу је живело 133 становника. Насеље се налази на надморској висини од 473 м.